# Hasslö landskommun
Hasslö landskommun var en tidigare kommun i Blekinge län.

## Administrativ historik
Den inrättades år 1926 genom delning av den år 1888 bildade kommunen Hasslö och Aspö.
Kommunen påverkades inte av 1952 års riksomfattande kommunreform utan kvarstod som egen kommun fram till ingången av år 1974, då den gick upp i Karlskrona kommun.
Kommunkoden 1952–74 var 1008.

### Kyrklig tillhörighet
I kyrkligt hänseende tillhörde kommunen Hasslö församling.

## Geografi
Hasslö landskommun omfattade den 1 januari 1952 en areal av 8,05 km², varav 8,05 km² land.

### Tätorter i kommunen 1960
| Tätort   | Folkmängd |
| -------- | --------- |
| Garpen   | 285       |
| Hallarna | 206       |

Tätortsgraden i kommunen var den 1 november 1960 35,5 procent.

## Politik

### Mandatfördelning i valen 1938–1970
| 13 | 7 |

| 20 |

| 14 | 6 |

| 19 |

| 5 | 10 | 5 |

| 20 |

| 3 | 12 | 2 | 3 |

| 20 |

| 3 | 9 | 5 | 3 |

| 17 | 3 |

| 2 | 10 | 5 | 3 |

| 20 |

| 2 | 12 | 4 | 2 |

| 19 |

| 3 | 10 | 5 | 2 |

| 20 |

| 2 | 12 | 3 | 2 | 1 |

| 20 |